# ヴィクトール・ブニャコフスキー
ヴィクトール・ヤコヴレヴィッチ・ブニャコフスキー（露: Ви́ктор Я́ковлевич Буняко́вский、ラテン転写: Victor Yakovlevich Bunyakovsky、1804年12月16日（ユリウス暦12月4日） - 1889年12月12日（ユリウス暦11月30日））は、ウクライナ出身のロシアの数学者。ペテルブルク科学アカデミー会員で、後に副会長も務めた。
理論数学、特に数論において業績を残した（例えばブニャコフスキー予想）。また有名なコーシー＝シュワルツの不等式について、シュワルツによる研究より以前の1859年に、無限次元の場合についての証明を示していることが知られている。